# 1946 في تشيلي
فيما يلي قوائم الأحداث التي وقعت خلال عام 1946 في تشيلي.

## سياسة

### تعيين في المنصب
- 3 نوفمبر – غابرييل غونزاليز رئيس تشيلي.

### انتهاء فترة المنصب
- 27 يونيو – خوان أنطونيو ريوس رئيس تشيلي.

## مواليد

### يناير
- 1 يناير – كارمن برنغير كاتبة تشيلية.

### يونيو
- 3 يونيو – خايمي فيلول لاعب كرة مضرب تشيلي.

### سبتمبر
- 24 سبتمبر – ماريا تريزا رويز

### أكتوبر
- 17 أكتوبر – خايمي رافينيت سياسي تشيلي.
- 25 أكتوبر – إلياس فيغيروا لاعب كرة قدم تشيلي.

## وفيات

### يونيو
- 27 يونيو – خوان أنطونيو ريوس (مواليد 1888)